# Ян Сын Гук
Ян Сын Гук (хангыль: 양승국; 19 августа 1944) — северокорейский футболист, нападающий, участник чемпионата мира 1966 года.

## Карьера

### Чемпионат мира 1966
На чемпионате мира 1966 года Ян Сын Гук участвовал в двух матчах: в решающей групповой встрече с итальянцами, в которой неожиданно для многих футболисты сборной КНДР одержали победу и, как следствие, получили путёвку в четвертьфинал турнира, и в последующем матче с португальцами. В четвертьфинале Ян Сын Гук отметился забитым голом в ворота португальцев на 25-й минуте. Однако корейцы не удержали победный счёт и проиграли.
| Матчи и голы Яна Сын Гука за сборную КНДР | Матчи и голы Яна Сын Гука за сборную КНДР | Матчи и голы Яна Сын Гука за сборную КНДР | Матчи и голы Яна Сын Гука за сборную КНДР | Матчи и голы Яна Сын Гука за сборную КНДР | Матчи и голы Яна Сын Гука за сборную КНДР | Матчи и голы Яна Сын Гука за сборную КНДР |
| ----------------------------------------- | ----------------------------------------- | ----------------------------------------- | ----------------------------------------- | ----------------------------------------- | ----------------------------------------- | ----------------------------------------- |
| №                                         | Дата                                      | Место проведения                          | Соперник                                  | Счёт                                      | Голы                                      | Турнир                                    |
| 1                                         | 19 июля 1966                              | Мидлсбро, Англия                          | Италия                                    | 1:0                                       | -                                         | Чемпионат мира 1966                       |
| 2                                         | 23 июля 1966                              | Ливерпуль, Англия                         | Португалия                                | 3:5                                       | 1                                         | Чемпионат мира 1966                       |

Итого: 2 матча / 1 гол; 1 победа, 0 ничьих, 1 поражение.